# Битва у устья Салацы
Битва у устья Салацы — морское сражение польско-шведской войны 1600—1611 годов, состоявшееся в ночь с 23 на 24 марта 1609 года.

## Предыстория
После взятия Пернау гетман великий литовский Ян Кароль Ходкевич двинулся в направлении Риги, которую осаждал Иоахим Фридрих фон Мансфельд. По пути он воспользовался возможностью уничтожить базировавшуюся в Салисе шведскую блокирующую эскадру.

## Ход событий
Единственным шансом Ходкевича было застать врасплох расслабившихся шведов, которые, обладая полным господством на Балтике, не несли караульной службы как следовало; в открытом морском бою у него не было никаких шансов. На захваченные в Пернау два судна была погружена пехота и установлены пушки из Пернауского замка, также было быстро вооружено несколько торговых судов (предполагается, что до пяти штук), взятых у англичан и голландцев. С собой взяли и несколько лодок, моряков набрали из местных жителей.
В ночь с 23 на 24 марта флотилия Ходкевича, воспользовавшись благоприятным ветром, дувшим с моря, внезапно атаковала шведов. Сначала на стоявшие на якоре в плотном строю шведские суда были пущены брандеры. Огонь стал распространяться, и шведам пришлось рубить якорные канаты для спасения кораблей, однако пара из них всё равно сгорела дотла. Выходящие из порта суда попадали под артиллерийский огонь стоявших на рейде кораблей Ходкевича и, даже не пытаясь вступать в перестрелку, убегали в сторону Рижского залива; не обладавшие хорошей скоростью и нормальными командами суда Ходкевича не пытались их преследовать.

## Итоги и последствия
В руках литовского войска оказался весь Салиский порт со всеми его запасами оружия и амуниции. Победа у устья Салицы и лишение шведской эскадры базы оказали сильное влияние на дальнейший ход боевых действий, вынудив шведов остановить наступление на Ригу.